# August Weiß (Politiker)
August Weiß (* 18. September 1832 in Genf; † 21. Dezember 1927 in Eßlingen am Neckar) war Schaumweinhersteller und Mitglied des Deutschen Reichstags.

## Leben
Weiß besuchte das Lyceum in Eßlingen (das heutige Georgii-Gymnasium), das Institut in Stetten und von 1847 bis 1850 die Handelsschule in Leipzig. Er absolvierte eine kaufmännische Ausbildung in Bremen, Marseille und London und unternahm Reisen in Europa und Nordafrika. 1866 übernahm er von seinem Vater Carl Weiß die Geschäftsführung der Kessler Sektkellerei, der ältesten ihrer Art in Deutschland. 
Seit 1878 war er Mitglied der Handels- und Gewerbekammer in Stuttgart und langjähriges Mitglied des Gemeinderats in Eßlingen. 1902 zog er sich aus dem Geschäft der Sektkellerei zurück und übertrug seinen Geschäftsanteil seinem Sohn Rudolf Weiß.
Von 1890 bis 1893 war er Mitglied des Deutschen Reichstags für den Wahlkreis Württemberg 5 (Eßlingen, Nürtingen, Kirchheim, Urach) und die Nationalliberale Partei, welche in Württemberg als Deutsche Partei auftrat. Hier war er erfolgreich aktiv gegen die Einführung einer Schaumweinsteuer, die erst 1902 eingeführt wurde.